# Igreja do Salvador de Ganfei
A Igreja do Salvador de Ganfei, também designada por Igreja de Ganfei, Mosteiro de Ganfei, Igreja Paroquial de Ganfei e Igreja do Divino Salvador, localiza-se na freguesia de Ganfei, município de Valença, distrito de Viana do Castelo, em Portugal.
Encontra-se classificada como Imóvel de Interesse Público pelo Decreto nº 40.684, de 13 de julho de 1958.

## História
A sua edificação remonta possivelmente ao século XII, tendo sido remodelada no século XVII e século XVIII. Pertenceu à Ordem de São Bento.

## Características
Trata-se de um tempo em estilo Românico, sendo o interior composto por três naves.